# Musaranya ratolí de Kasai
La musaranya ratolí de Kasai (Congosorex polli) és una espècie de mamífer de la família de les musaranyes (Soricidae) endèmica de la República Democràtica del Congo.